# Amy Winehouse
« Winehouse » redirige ici. Pour les autres significations, voir Winehouse (homonymie).
Amy Winehouse ([ˈeɪmi ˈwaɪnhaʊs]), née le 14 septembre 1983 à Londres et morte le 23 juillet 2011 dans cette même ville, est une chanteuse, auteure-compositrice-interprète et guitariste britannique, connue pour sa voix caractéristique rappelant celles de Dinah Washington, Sarah Vaughan ou encore Wanda Jackson. D'une manière générale, sa musique est un mélange de styles comme le jazz, le blues ou encore la soul.
En 2003, Amy Winehouse publie son premier album, Frank. Il rencontre le succès commercial et un bon accueil critique au Royaume-Uni. En 2006, son second album intitulé Back to Black, numéro un des ventes dans plusieurs pays, la propulse au rang de star planétaire. Elle remporte ainsi le Brit Award de la meilleure artiste féminine britannique en 2007. L'année suivante, en 2008, elle remporte trois des quatre prix les plus importants aux Grammy Awards : Meilleure nouvelle artiste, Album de l'année et Chanson de l'année pour Rehab. Elle reçoit le prix Ivor Novello à trois reprises pour la meilleure chanson contemporaine (musique et textes) : en 2004 pour Stronger Than Me, en 2007 pour Rehab, et en 2008 pour Love Is a Losing Game. Avec des ventes estimées à vingt millions d'exemplaires, Back to Black demeure un des albums les plus vendus de l'histoire de la musique. Il est également certifié deux fois disque de platine.
Amy Winehouse a également attiré l'attention des médias pour son apparence, notamment sa coiffure, ses tatouages et son maquillage appuyé à l’eye-liner, et a inspiré plusieurs stylistes. La chanteuse connaît des problèmes de dépression, de toxicomanie, d'alcoolisme et de boulimie, largement relayés par les tabloïds à partir de 2007. Le 23 juillet 2011, elle est retrouvée morte dans son appartement londonien, à la suite de l'ingestion d'une quantité élevée d'alcool après une période d'abstinence.
Elle rejoint d'autres figures de la musique mortes à l'âge de 27 ans comme Jimi Hendrix, Janis Joplin, Jim Morrison, Kurt Cobain, Brian Jones pour les plus connus, intégrant ainsi ce que l'on surnomme communément le club des 27.

## Biographie

### Enfance
Amy Jade Winehouse naît à Southgate, quartier de Enfield à Londres, dans une famille juive qui partage son amour du jazz. La famille Winehouse a ses origines dans la région de Minsk (Rakau), en Biélorussie, où son arrière-grand-père Benjamin Weingaus est né en 1888. Elle est la fille de Mitch Winehouse, né à Stoke Newington en 1950, installateur de fenêtres puis chauffeur de taxi, depuis reconverti en crooner et chanteur de jazz, et de Janis Seaton, née à Brooklyn, employée dans une pharmacie,. Alex, son frère aîné, est né en 1979. Elle étudie à la Southgate School puis à l'Ashmole School.
Son père chante souvent du Frank Sinatra à la maison et la jeune Amy prend l'habitude de chanter au point que ses enseignants se plaignent de ses difficultés à se concentrer en classe. Elle est également influencée par sa grand-mère paternelle Cynthia qui fut chanteuse de cabaret, et qui suggère à Amy de suivre les cours de la Susi Earnshaw Theatre School où elle se rend le samedi dès l'âge de huit ans pour approfondir sa formation vocale et apprendre à faire des claquettes,. Amy lui rendra hommage en portant au bras droit un tatouage qui représente une pin-up nommée Cynthia, et en se teignant, comme elle, une mèche de cheveux en blanc.
Ses parents se séparent en 1992, Amy et son frère vivant alors avec leur mère Janis dans un autre logement. Elle devient une enfant rebelle, blessée par ce divorce. À dix ans, elle fonde Sweet 'N' Sour, un éphémère groupe de rap, avec son amie d'enfance Juliette Ashby. Elle étudie pendant quatre ans à l'Earnshaw school, avant de demander une formation à temps plein au Sylvia Young Theatre School. Il semble qu'elle en ait été expulsée à l'âge de quatorze ans, en raison de sa tenue peu soignée, de son piercing nasal, mais aussi de son manque d'application en classe. Avec d'autres élèves du Sylvia Young Theatre School, elle apparaît en 1997 dans un épisode de The Fast Show (en). Plus tard, elle étudie à la BRIT School dans le quartier de Selhurst à Croydon.

### Débuts de carrière
Après avoir joué sur la guitare de son frère Alex, Winehouse en achète une à 14 ans et commence à écrire de la musique un an plus tard,. Elle trouve peu de temps après un emploi de chroniqueuse « showbiz » pour le World Entertainment News Network et de chanteuse dans un orchestre de jazz. En juillet 2000, elle est la chanteuse vedette du National Youth Jazz Orchestra. Ses influences sont Sarah Vaughan et Dinah Washington, qu'elle écoutait déjà à la maison.
Son ami Tyler James, chanteur de soul, envoie en 2001 sa cassette de démo à un studio dirigé par Nick Shymansky et Nick Godwin qui cherchent une chanteuse de jazz. Grâce à cette maquette, elle signe en 2002 un contrat avec le label Island / Universal et avec l'entreprise 19 Management fondée par Simon Fuller, elle reçoit un salaire hebdomadaire de 250 £ contre des revenus futurs, qui a été gardé comme un secret de l’industrie du disque, bien qu’elle soit une chanteuse habituelle du jazz au Cobden Club et avec la maison d'édition IME. Amy Winehouse emprunte à la chanteuse new-yorkaise Sharon Jones son groupe DapKings, pour l'accompagner en studio et en tournée, offrant ainsi au groupe sa première occasion de se faire connaître. Son futur représentant A & R à Island, Darcus Beese, a entendu parler d'elle par accident lorsque le directeur de The Lewinson Brothers lui a montré certaines productions de ses clients, dans lesquelles Amy Winehouse était la chanteuse principale. Lorsqu'il a demandé qui était la chanteuse, le responsable lui a répondu qu'il n'était pas autorisé à le dire. Après avoir décidé qu'il voulait la signer, il a fallu plusieurs mois avant de demander à Beese de découvrir qui était cette chanteuse. Cependant, Amy Winehouse avait déjà enregistré un certain nombre de chansons et signé un contrat de publication avec EMI à cette date. Incidemment, elle a noué des relations de travail avec le producteur Salaam Remi par le biais de ses éditeurs de disques.
Beese a présenté Winehouse à son patron, Nick Gatfield, et le chef d'Island a partagé son enthousiasme pour la signature de la jeune artiste. Amy Winehouse a été signée à Island, alors que son rival avait commencé à s'intéresser à elle et que des représentants d'EMI et de Virgin commençaient à prendre des initiatives. Beese a confié à HitQuarters avoir ressenti l'enthousiasme suscité par une artiste qui était une pop star atypique à l'époque, en raison d'une réaction brutale contre les émissions musicales de téléréalité, qui comprenait un public affamé de jeunes talents.

### Premier album

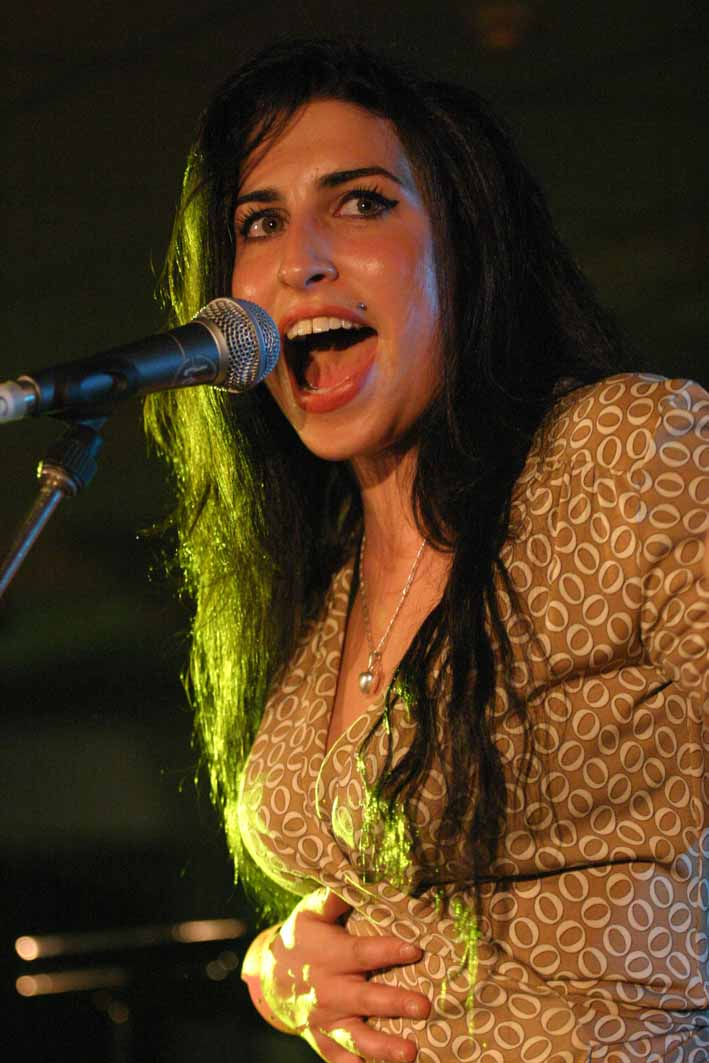
Amy Winehouse en 2004.

Le premier album d'Amy Winehouse, Frank, sort le 20 octobre 2003. Produit essentiellement par Salaam Remi, il comporte de nombreuses chansons d'influences jazz et toutes les chansons originales sont coécrites par Amy Winehouse. Elle reçoit des critiques positives sur le regard acerbe et posé qu'elle porte sur les relations amoureuses, le monde, la musique et elle-même. La voix de Winehouse est parfois comparée à celles de Sarah Vaughan et Macy Gray.
L'année 2003 marque aussi l'envol d'Amy Winehouse qui s'installe à Camden, quartier londonien connu pour ses excentricités où la vie nocturne est active. Amy sort beaucoup, boit et a une sexualité libérée, elle est ce que l'on appelle une « ladette », mouvement social apparu dans les années 1990, qui désigne ces femmes de Londres libérées qui se moquent du socialement correct et de l'idée que la société se fait de « la femme féminine ». Les ladettes ont une vie nocturne très active et régulière ; elles affirment à travers leur style de vie une forme d'émancipation féminine. Elle devient une icône de ce mouvement et n'hésite pas à le revendiquer dans ses chansons qui parlent de ses expériences amoureuses sans censure et sans tabou.
En 2004, son album est sélectionné pour concourir aux Brit Awards dans les catégories de « British Female Solo Artist » et « British Urban Act ». Il est certifié disque d'or en Angleterre en février 2004. Amy Winehouse remporte le « Ivor Novello songwriting price » pour la meilleure chanson contemporaine, aux côtés de Salaam Remi, avec sa contribution sur le premier single, Stronger Than Me. L'album est également en lice pour le Mercury Music Prize 2004. Dans la même année, Winehouse participe au festival de Glastonbury, sur le Jazzworld stage, et au V Festival.
Après la sortie de l'album, Amy Winehouse fait remarquer qu'elle n'est qu'« à 80 % derrière l'album », en raison de l'inclusion par son label de certaines chansons et mixes qu'elle n'aimait pas. À la sortie de son deuxième album, elle déclare : « Je ne peux même plus écouter Frank - en fait, je n'en ai jamais été capable. J'aime interpréter les morceaux en concert parce que c'est différent, mais les écouter, c'est une autre histoire. » Plus tard, elle précise ce point : « Je l'écoute différemment maintenant. J'en suis toujours très fière, je pense encore que c'est un grand album. Mais, avec le recul, il y a certaines choses que j'aurais faites différemment… Mais ce n'est pas parce que je voudrais faire les choses un peu différemment aujourd'hui que cela signifie que je n'aime pas ce qui se trouve sur cet album. »

### Succès international

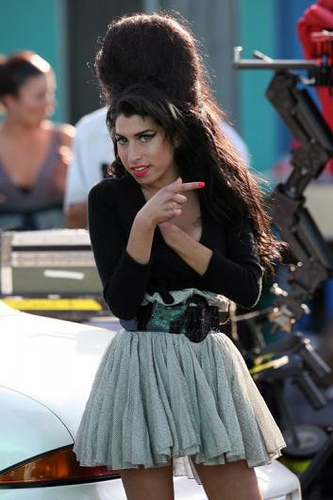
Amy Winehouse en 2007 avec ses cheveux crêpés noir de jais et son chignon « choucroute » inspiré des années 1960.

Contrairement à son premier album aux influences jazz rétro, la production du second album s'oriente plus sur le style des girl groups des années 1950 et 1960. Dans une interview, Amy Winehouse explique : « Après Frank, je n'ai plus écrit pendant dix-huit mois, mais lorsque j'ai rencontré Mark, j'ai écrit l'album en à peu près six mois — il était une telle source d'inspiration ». Au début de 2006, les deux singles promotionnels Wake Up Alone et Rehab sont diffusés sur l'émission de radio animée par Mark Ronson sur Est Village Radio. Ces deux chansons, ainsi que d'autres inédites, commencent à être diffusées plus largement après l'exploitation du dernier single de Frank, Pumps, et sont annoncées comme figurant sur son deuxième album. L'album, contenant onze titres, a été entièrement produit par Salaam Remi et Mark Ronson. La promotion de Back to Black commence rapidement après la finalisation de l'album et, au début du mois d’octobre 2006, le site officiel d'Amy Winehouse est relancé avec une nouvelle mise en page et des clips de chansons inédites.
Back to Black sort au Royaume-Uni le 30 octobre 2006. À plusieurs reprises lors de son exploitation, il se place à la première position des charts anglais. Pour sa sortie aux États-Unis, le 17 mars 2007, il se classe au septième rang du Billboard 200. Le 14 décembre 2007, l'album est six fois certifié disque de platine au Royaume-Uni et finit l'année comme l'album le plus vendu.
De nombreux singles ont été extraits de Back to Black. Le premier single, sorti le 23 octobre 2006, est Rehab. La chanson atteint la septième place au Royaume-Uni et reçoit l’Ivor Novello Award de la meilleure chanson contemporaine. Aux États-Unis, Rehab atteint la neuvième place au Billboard Hot 100 la semaine du 21 juin 2007, peu de temps après la diffusion des MTV Movie Awards où Amy Winehouse interprète ce titre. Le Times choisit Rehab comme chanson de l'année lors de sa sélection des dix meilleurs titres de 2007. Le critique Josh Tyrangiel du Times parle d'Amy Winehouse en ces termes : « Ce qu'elle est mignonne, drôle, fascinante, et très probablement folle » et « Il est impossible de ne pas être séduit par son originalité. Combinez ça avec la production de Mark Ronson qui référence quatre décennies de musique soul et vous avez la meilleure chanson de 2007 ».
Le deuxième single extrait de Back to Black, You Know I'm No Good sort le 8 janvier 2007, avec une version remixée sur laquelle participe le rappeur Ghostface Killah. Il atteint la dix-huitième place des charts anglais. Le titre Back to Black sort au Royaume-Uni le 30 avril 2007 et atteint la vingt-cinquième place. Une édition deluxe de Back to Black est également parue le 5 novembre 2007 au Royaume-Uni. Cette édition contient un nouveau CD avec plusieurs faces B des précédents singles, ainsi que des extraits en public et le morceau bonus Valerie. Le premier DVD d'Amy Winehouse I Told You I Pas Trouble : Live in London sort le même jour que l'édition deluxe au Royaume-Uni et le 13 novembre aux États-Unis. Il comprend un concert enregistré en public à Londres aux Shepherd's Bush Empire et cinquante minutes de documentaire retraçant la carrière de la chanteuse au cours des quatre années précédentes. Le 10 décembre 2007, le dernier single de l'album Back to Black, Love Is a Losing Game, sort aux États-Unis.
Frank sort aux États-Unis le 20 novembre 2007 et reçoit de nombreux commentaires positifs,. L'album a commencé à la soixante-et-unième place sur le tableau de la Billboard 200.
En plus de son propre album, Winehouse collabore avec d'autres artistes en single. Elle chante sur la chanson Valerie de l'album solo de Ronson. Cette chanson se classe numéro deux au Royaume-Uni au moment de sa sortie le 1er octobre. La chanson reçoit une proposition pour les Brit Awards 2008, dans la catégorie « Best British Single »,,. Sa collaboration avec les ex-Sugababe Mutya Buena, B Baby Boy, sort le 17 décembre 2007. Il sert de quatrième single de l'album Real Girl.

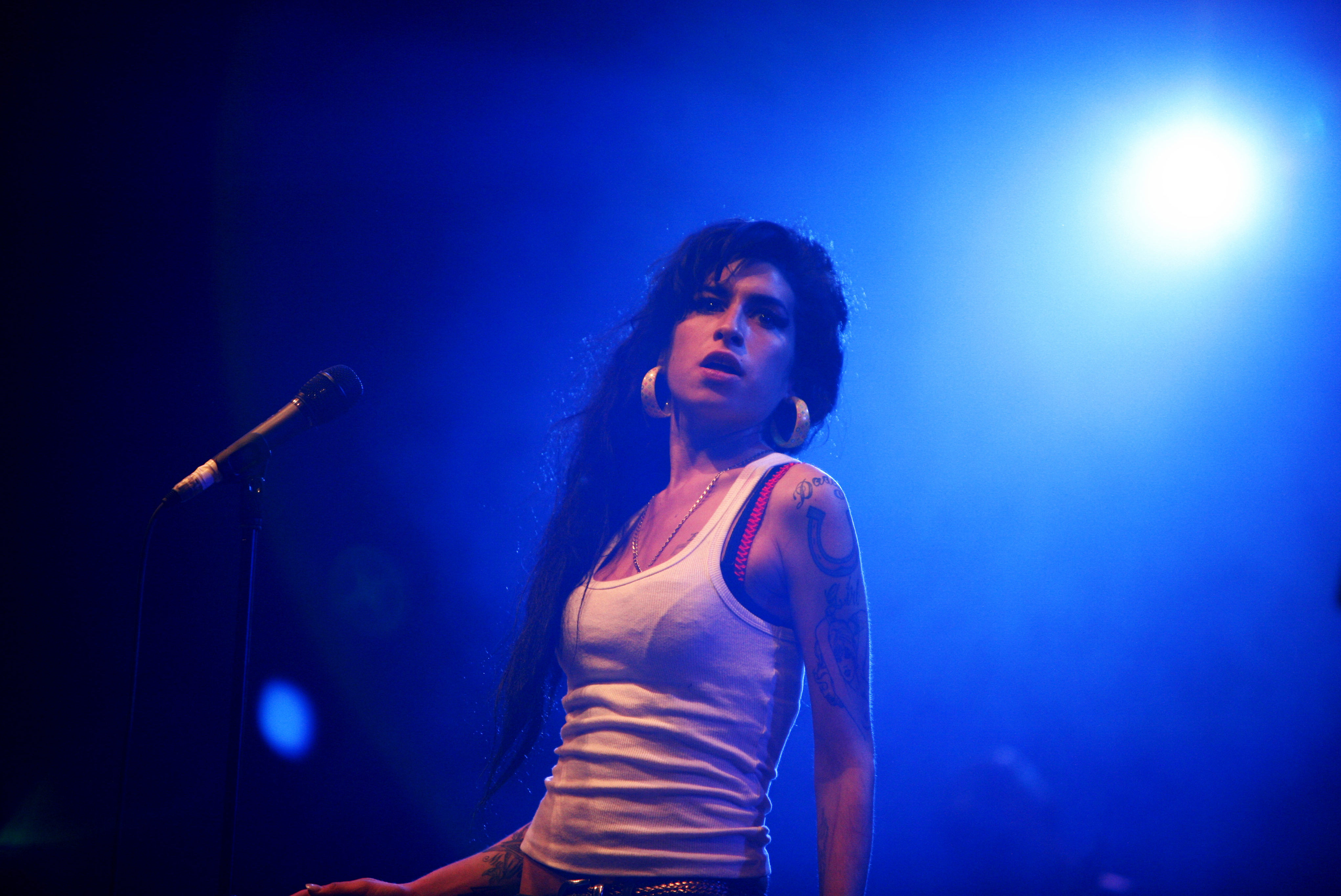
Amy Winehouse aux Eurockéennes 2007.

Depuis la fin de l'année 2007, Amy Winehouse reçoit de nombreux prix et distinctions. La chanteuse remporte les Grammy Awards 2008 dans les catégories « Enregistrement de l'année », « Chanson de l'année » et « Meilleure Prestation vocale pop féminine » pour le single Rehab, et son album Back to Black reçoit une proposition pour « Album de l'année » et remporte le Grammy de l'« Enregistrement de l'année, ». Le producteur Mark Ronson qui travaille avec elle remporte le prix du producteur de l'année dans la catégorie non classique. La chanteuse obtient un Grammy dans la catégorie « Meilleure Nouvelle Artiste ». Elle chante You Know I'm No Good et Rehab à la cérémonie de remise des prix du 10 février 2008, par liaison satellite, car son visa lui est remis trop tard pour se déplacer aux États-Unis. Elle a déclaré : « Ceci est pour Londres, car Camden Town est en train de brûler », en référence à l'incendie du Camden Market.
Le 13 janvier 2008, Back to Black obtient la première place au Billboard pour la troisième semaine consécutive. À la fin de janvier 2008, le porte-parole de Universal Music signale que les ventes totales ont atteint 3,4 millions d'exemplaires et qu'il pense qu'il existe une corrélation entre ce chiffre et la vaste couverture médiatique que la chanteuse reçoit.
Le 20 février 2008, aux BRIT Awards 2008, Amy Winehouse chante Valerie avec Mark Ronson, suivi par Love Is a Losing Game et exalte la foule en lui demandant de « faire du bruit pour son Blake », son petit ami.
Le 2 mars 2008, l'édition spéciale de luxe de Back to Black grimpe en tête des ventes d'albums au Royaume-Uni. L'édition originale de l'album reste à la trentième place, après soixante-huit semaines de présence dans le top, tandis que Frank se place à la trente-cinquième position. Le 12 mars, l'album se vend à un total de 2 467 575 exemplaires, dont 318 350 dans les dix semaines précédentes. Cet album fait partie des dix albums les plus vendus au XXIe siècle au Royaume-Uni. Le 7 avril, Back to Black atteint la première position du classement Billboard des ventes européennes pour la sixième semaine consécutive et la treizième place au total. L'album Back to Black est le plus vendu dans le monde au cours du premier semestre 2008, à 3,67 millions d'exemplaires pour un total des ventes de près d'onze millions d'exemplaires (comprenant le téléchargement).
Aux Ivor Novello Awards 2008, Amy Winehouse devient la première artiste à voir deux de ses chansons en compétition pour le prix principal, celui de la meilleure chanson (musique et texte). Elle gagne le prix pour Love Is a Losing Game et reçoit une proposition pour You Know I'm No Good. Rehab gagne le Novello pour la meilleure chanson contemporaine en 2006 et reçoit également en 2008 une proposition pour la chanson britannique ayant eu les meilleures ventes.
The Girl Done Good: A Documentary Review, un DVD de 78 minutes, est sorti le 14 avril 2008. Le documentaire comprend des interviews de personnes ayant connu Amy Winehouse durant sa jeunesse, de ceux qui l'ont soutenue durant son début de carrière et d'experts musicaux (jazz, pop…).
En mai 2009, Winehouse recommence à se produire lors d’un festival de jazz à Sainte-Lucie, au milieu d'une pluie torrentielle sous orage et des difficultés techniques. Au cours du concert, il est rapporté qu'elle est instable et a du mal à se souvenir des paroles. Elle s'est excusée auprès de la foule pour cet incident et décide de mettre fin au concert au milieu d'une chanson.
Le 29 juin, elle participe au Glastonbury Festival. Le 23 août, lors du festival V, Winehouse chante devant une foule en liesse, accompagnée de The Specials sur leurs chansons You're Wondering Now et Ghost Town. Au cours de son séjour à Sainte-Lucie, elle travaille également sur de nouvelles musiques avec Salaam Remi. Island affirme qu'un nouvel album serait attendu en 2010 et que le coprésident d’Island, Darcus Beese, aurait déclaré : « J'ai entendu quelques démos de chansons qui m'ont absolument choqué. » En juillet 2010, Amy aurait déclaré : le prochain album sortira au plus tard en janvier 2011, en précisant « Ce sera sensiblement le même que mon deuxième album, où il y a beaucoup de choses sur le jukebox et des chansons qui sont… juste du jukebox, vraiment ». Ronson déclare le même mois qu'il n'a pas encore commencé à enregistrer l'album. Elle interprète Valerie avec Ronson lors de la première du film mais oublie certaines paroles de la chanson. En octobre, Winehouse interprète un ensemble de quatre chansons pour promouvoir sa ligne de mode. En décembre 2010, elle donne un concert de quarante minutes à la fête d'un oligarque russe à Moscou en Russie.
En janvier 2011, elle joue sur cinq dates au Brésil, avec les premières parties de Janelle Monáe et Mayer Hawthorne. Winehouse interrompt une performance à Dubaï à la suite des huées du public. Elle est fatiguée, distraite et « enivrée » pendant la représentation.
Le 18 juin 2011, Winehouse commence sa tournée européenne de douze étapes à Belgrade en Serbie. Les médias locaux décriront sa performance comme un scandale et une catastrophe, et elle est également huée par le public parce qu'elle est apparemment trop saoule pour jouer. Il est rapporté qu'elle est incapable de se souvenir de la ville dans laquelle elle se trouve, des paroles de ses chansons ou — en essayant de les présenter — des noms des membres de son groupe. La presse locale affirme également que Winehouse a été forcée de se produire par ses gardes du corps qui ne lui ont pas permis de quitter la scène lorsqu'elle a tenté de le faire. Elle se retire ensuite des représentations prévues la semaine suivante à Istanbul et à Athènes. Le 21 juin, il est annoncé qu'elle annule tous les concerts de sa tournée et qu'il lui sera donné autant de repos que nécessaire. Le malheureux concert de Belgrade se révélera être le dernier de sa carrière, un mois avant sa mort.
Une sculpture de cire la représentant est exposée à Londres dans la galerie Madame Tussauds dans le cadre d'une nouvelle zone du musée consacré à la musique. Le musée note qu'Amy Winehouse est « une véritable icône dans la musique moderne » et se voit très demandée par les clients.
Au premier semestre 2009, l'album Back to Black s'est vendu à plus d’onze millions d'exemplaires.

### Projets non concrétisés
Plusieurs projets et offres de collaborations avaient été annoncés entre 2008 et 2010.

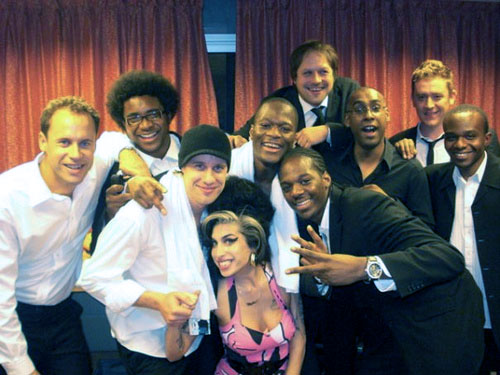
Amy Winehouse et son groupe dans les coulisses du 16 mars 2009.

Après un duo avec Prince à la fin d'un concert à Londres, celui-ci l'invite à collaborer sur de nouveaux textes.
Selon une déclaration de Pete Doherty, Babyshambles avait entamé une collaboration avec la chanteuse sur une chanson intitulée You Hurt the Ones You Love. En mai 2008, Pete Doherty annonce que le duo avec Amy Winehouse était en bonne voie pour le prochain album des Babyshambles, la chanteuse étant occupée à l'écriture d'une chanson avec le guitariste du groupe, Mick Whitnall.
Elle a fait part de son intérêt à travailler avec Damian Marley, fils de Bob Marley, en Jamaïque. Elle avait également travaillé sur une chanson pour un album à venir, en collaboration avec Mark Ronson, avec une date de sortie prévue mi-2009.
Deux nouvelles chansons extraites de ce qui devait être son prochain album, Music Matters et Trouble, furent interprétées lors des dernières prestations en concert d'Amy Winehouse.

### Problèmes de santé

#### Boulimie

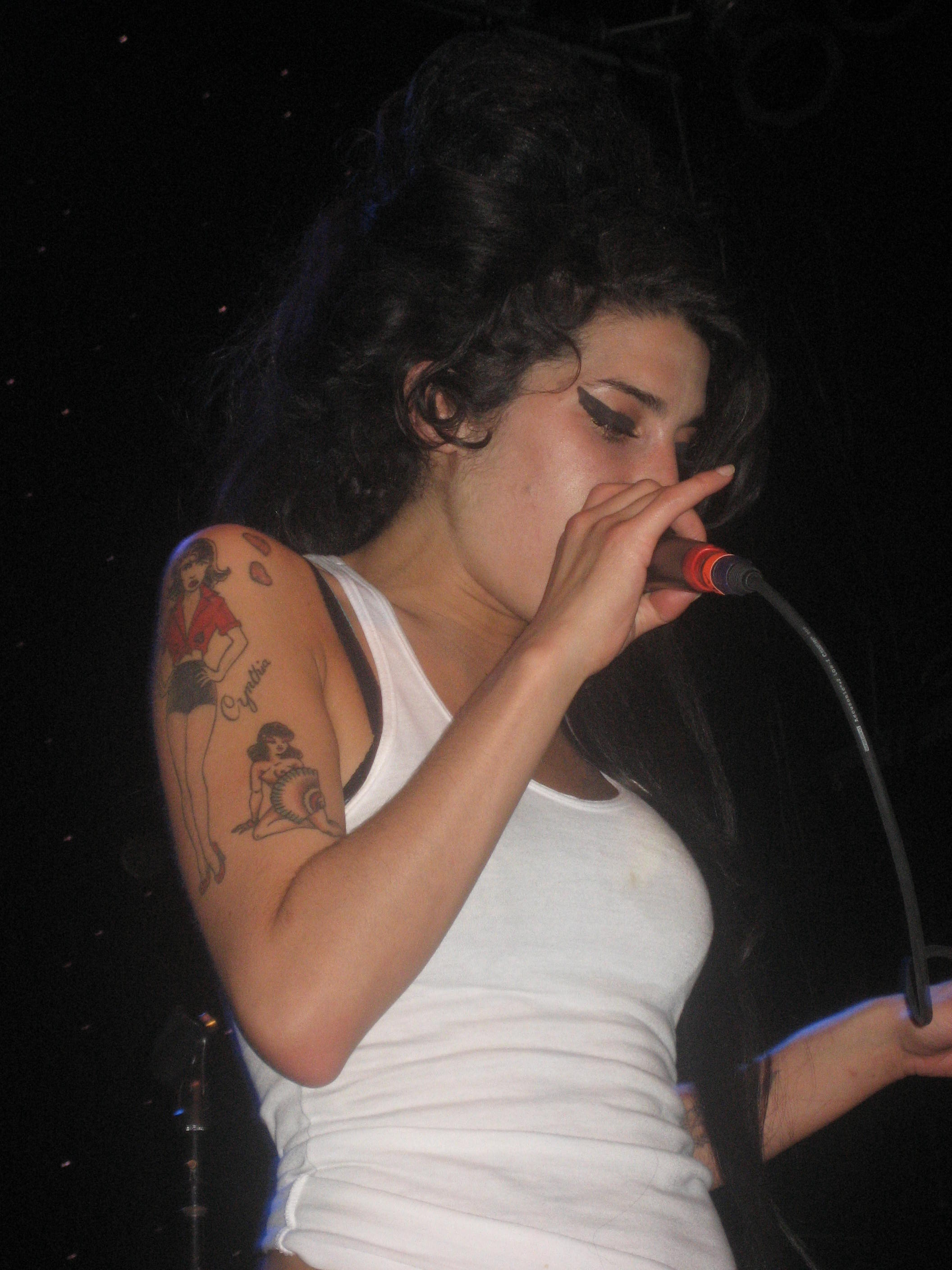
Amy Winehouse en 2007.

Depuis son adolescence, l'artiste souffre de boulimie et ne réussira jamais à se sortir de ce trouble de l'alimentation.

#### Toxicomanie
Amy Winehouse et sa consommation de produits stupéfiants ont fait l'objet d'une grande attention des médias. Dans diverses interviews, elle admet prendre de la drogue, ainsi qu'avoir des problèmes de dépression et de trouble alimentaire. En août 2007, elle annule un certain nombre de spectacles au Royaume-Uni et en Europe, en évoquant son épuisement et sa mauvaise santé. Elle est hospitalisée au cours de cette période pour ce qui est rapporté comme une overdose d'héroïne, d'ecstasy, de cocaïne, de kétamine et d'alcool.
Peu de temps après, Amy Winehouse et son mari sont photographiés, ensanglantés et meurtris, dans les rues de Londres après une possible lutte. La chanteuse soutient s'être fait elle-même ses blessures. Ses parents et beaux-parents rendent publiquement compte des nombreuses préoccupations que soulève pour eux le comportement de leur fille, en invoquant leurs craintes que les deux époux se suicident. En compagnie du père de Blake Fielder-Civil, ils encouragent les fans à boycotter la musique de leur fille. Le père d'Amy Winehouse explique à ce propos qu'il utilise les médias pour faire des déclarations publiques, cela lui semble la seule façon d'obtenir quelque chose d'elle. Lors de l'émission britannique The Album Chart Show, Amy Winehouse déclare qu'elle n'est pas alcoolique mais souffre de trouble bipolaire, ajoutant que ça rappelle « une alcoolique dans le déni ». Un journaliste américain du MinnPost écrit qu'elle est « victime de maladie mentale dans une société qui ne comprend ou ne répond pas à la maladie mentale avec une grande efficacité ».
Le 2 décembre 2007, les images de la chanteuse hors de chez elle, à une heure matinale, pieds nus et portant seulement un soutien-gorge et un jean, apparaissent sur Internet et dans les tabloïds. Dans une déclaration, son porte-parole reproche aux paparazzi de surenchérir sur l'incident. Il indique également que la chanteuse est suivie par un médecin pour canaliser ses difficultés d'écriture.
Le tabloïd britannique The Sun rend publique la vidéo d'une femme, soupçonnée d'être Amy Winehouse, qui semble inhaler du crack et déclarant avoir pris de l'ecstasy et du valium. En janvier 2008, le père de la chanteuse emménage alors avec elle, et Island Records, son label, annonce l'abandon de projets pour une campagne promotionnelle sur son nom en Amérique. Fin janvier 2008, Amy Winehouse entre dans un établissement de désintoxication pour une période de deux semaines de traitement.
Le 23 janvier 2008, la vidéo est transmise aux enquêteurs de Scotland Yard, qui interrogent la chanteuse le 5 février. Aucune procédure n'est engagée à son encontre.
Le 26 mars 2008, le porte-parole d'Amy Winehouse annonce qu'elle se porte « fort bien » et dément les propos d'un article publié dans un tabloïd britannique annonçant le retour en cure de désintoxication de la chanteuse. Néanmoins, sa maison de disques estime que son rétablissement reste fragile.
À la fin du mois d'avril 2008, le comportement de la chanteuse et une accusation de voies de fait provoquent des doutes sur le succès de ses efforts en cure de désintoxication et poussent le père de la chanteuse et son manager à demander sa mise sous tutelle.
À partir de 2009, la chanteuse, en cure de repos durant six mois sur l'île de Sainte-Lucie, semble avoir arrêté toute consommation de drogue dure, sauf l'alcool, dont la consommation reste forte.

#### Santé fragile
Le 24 juin 2008, le porte-parole d'Amy Winehouse confirme que les médecins lui ont découvert les premiers signes de ce qui pourrait conduire à un emphysème pulmonaire. Mitch Winehouse signale que les poumons de sa fille fonctionnent à 70 % de leur capacité normale. En outre, il dit qu'elle a un rythme cardiaque irrégulier. Il a également déclaré que ces problèmes ont été causés par son usage de la cigarette et du crack. Le père de la chanteuse a indiqué que les médecins ont averti Amy que la poursuite de consommation de crack se traduirait par le port obligatoire d'un masque à oxygène et lui serait fatale. Dans une interview à la radio, Mitch Winehouse dit que sa fille répond « fabuleusement » bien à un traitement utilisant des timbres de nicotine. Le porte-parole de la British Lung Foundation, Keith Prowse, indique que ce type de problème peut être résolu avec ce traitement.
Prowse a également déclaré que son état n'est pas normal pour une personne de son âge, mais « le fait de fumer et d'inhaler des substances comme la drogue peut induire un vieillissement prématuré des poumons ». Le Dr H. Norman Edelman, médecin-chef de l’American Lung Association a expliqué que si elle arrêtait de fumer, ses fonctions pulmonaires devraient revenir au niveau normal mais que dans le cas contraire, cela conduirait à une baisse plus rapide de la fonction pulmonaire. Les photos de la chanteuse avec une cigarette dans la bouche, prises le 23 juin 2008, ont été largement publiées. Amy Winehouse sort de la London Clinic (en) pendant vingt-quatre heures pour un congé temporaire afin de se produire lors du quatre-vingt-dixième anniversaire de Nelson Mandela au festival de Glastonbury. Au mois d'octobre 2008, elle est de nouveau hospitalisée pour d'autres tests.

### Problèmes judiciaires
Les problèmes judiciaires d'Amy Winehouse sont un élément important de la couverture médiatique que reçut la chanteuse et sont largement commentés dans la presse people, sur Internet et à la télévision.
Le 8 septembre 2007, Amy Winehouse reçoit une plainte pour violation du droit d'auteur pour la chanson He Can Only Hold Her, à son encontre par son auteur et producteur P * Nut. Son avocat a déclaré que l'auteur recevra une part des redevances de la chanson et le paiement des droits. Auparavant, il avait reçu un simple remerciement pour sa contribution à l'album, sans être cité comme auteur.
En octobre 2007, Amy Winehouse et son mari Blake sont arrêtés en Norvège pour possession de cannabis. Le couple est remis en liberté avec une amende de 3 850 couronnes (environ 480 €). Amy Winehouse affirme qu'elle s'était « trompée » lors de ses aveux, mais la police a nié l'allégation, en faisant remarquer que les policiers présents lors de sa confession parlaient couramment anglais. Sa comparution a été reportée au 29 février 2008 en raison d'un conflit juridique où Blake Fielder-Civil était tenu d'assister.
Le 9 novembre 2007, l'époux de la chanteuse et quatre autres hommes sont arrêtés à la suite d'une accusation d'entrave à la justice liée à l'agression d'un propriétaire de bar en juin 2007. Le 6 juin 2008, les accusés plaident coupable pour la charge d'entrave à la justice, et pour coups et blessures avec intention. Au cours de la procédure judiciaire, Amy Winehouse est réprimandée à plusieurs reprises pour son comportement par le tribunal. Le ministère public révèle que le propriétaire de bar, qui a subi un manque à gagner du fait de l'agression, a accepté 200 000 £ (environ 250 000 €) dans le cadre d'un accord pour entraver la procédure judiciaire et de ne pas se présenter au tribunal. Il affirme que l'argent utilisé pour dédommager le propriétaire appartenait à Amy Winehouse et que l'affaire a commencé à être révélée quand un intermédiaire impliqué dans la transaction, reconnaissant Blake Fielder-Civil, a essayé de vendre au Daily Mirror les images de l'agression prises par les caméras de sécurité.

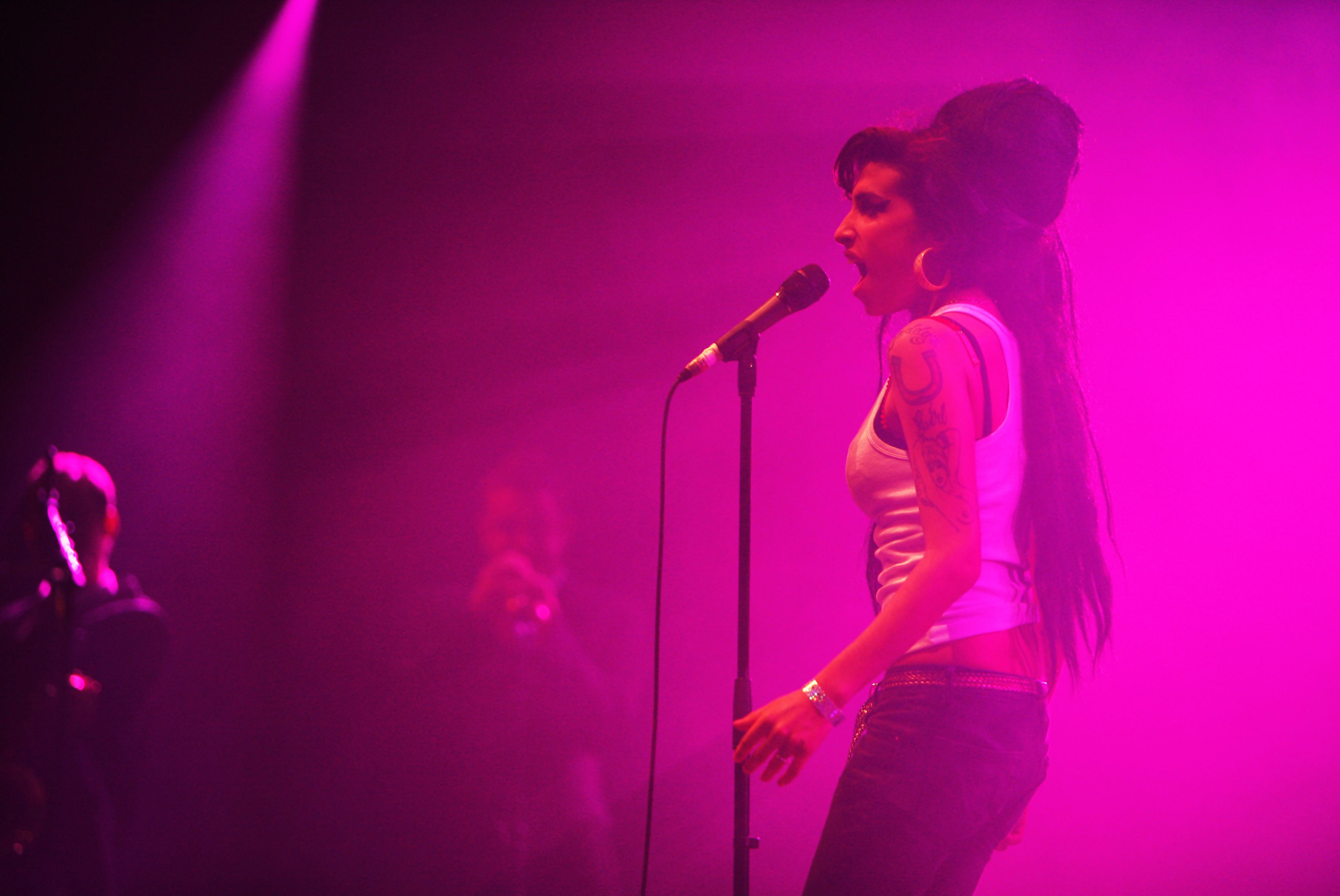
Amy Winehouse aux Eurockéennes 2007.

Le tribunal apprend qu'Amy Winehouse avait prévu en octobre 2007 une réunion avec les personnes impliquées dans l'affaire. Celle-ci n'a jamais eu lieu car Amy Winehouse a dû assister à une remise de prix. Le propriétaire du bar raconte dans une interview qu'il a depuis cette agression des plaques de métal et des vis dans le crâne et que Blake Fielder-Civil lui a écrit une lettre d'excuse depuis la prison.
Le 26 avril 2008, Amy Winehouse est libérée après un rappel à l'ordre pour avoir giflé quelqu'un, une « voie de fait ». L'incident, pour lequel elle a présenté ses excuses, restera sur son dossier et pourrait être utilisé à son encontre si elle est accusée d'une infraction semblable à une date ultérieure. Quand elle est arrivée, un médecin a jugé qu'elle était « inapte à un interrogatoire ». Elle s'est volontairement confessée et a été placée en garde à vue pour une nuit.
Amy Winehouse est arrêtée le 7 mai 2008, soupçonnée de possession de drogues, après qu'une bande vidéo remise en janvier à Scotland Yard semble la représenter en train de fumer du crack, mais elle est libérée sous caution quelques heures plus tard,. Le Crown Prosecution Service envisage un temps de la poursuivre pour usage de produit stupéfiant, mais abandonne en raison de son incapacité à pouvoir prouver que la substance inhalée montrée par la vidéo est effectivement une substance illicite. En réaction à cette décision, l'ancien commandant de Scotland Yard, John O'Connor déclare : « Elle se drogue aux yeux de tous et s'en tire sans être sanctionnée. C'est un scandale absolu que rien ne puisse être fait. » Certains membres du Parlement ont également réagi négativement.

### Vie privée

#### Relations et vie amoureuse
Après la mort de Winehouse, Pete Doherty a déclaré que Amy Winehouse et lui avaient été amants à un moment donné. Il a déclaré : « Il m'est difficile de l'admettre. Mais oui, c'est vrai. Amy et moi étions amants. Je l'aimais alors, je l'aime encore aujourd'hui. Mais vers la fin, comme seuls les amoureux peuvent, elle est devenue assez méchante et cruelle pour moi… et croyez-moi, elle avait un crochet droit. »
Alex Clare a également fréquenté Amy pendant un an, avant qu'elle ne se réconcilie avec Blake Fielder-Civil.
Tyler James rencontre Amy pour la première fois à l'école de théâtre à l'âge de 13 ans. Tyler James et Amy étaient en couple en 2000 et sont restés des amis proches jusqu'à la mort de la chanteuse en 2011.
En 2010, elle révèle sa bisexualité.

#### Mariage
Le 18 mai 2007, Amy Winehouse épouse Blake Fielder-Civil à Miami en Floride. Elle admet qu'elle devient parfois violente avec son époux lorsqu'elle est en état d'ébriété. Dans une interview en juin 2007 avec World Entertainment News Network, elle déclare : « Il m'arrive de frapper Blake quand je suis ivre. Je ne pense pas lui avoir déjà infligé des blessures, mais quand même. S'il dit quelque chose qui me déplaît, je lui en colle une. » Après une énième péripétie du couple, son mari Blake demande le divorce en janvier 2009 qui est officialisé en juillet 2009.

#### Tatouages
Winehouse avait quatorze tatouages connus, y compris « Daddy's Girl » sur son bras gauche pour son père et une pin-up de sa grand-mère juive, avec le nom « Cynthia » sur son bras droit en mémoire.

### Mort

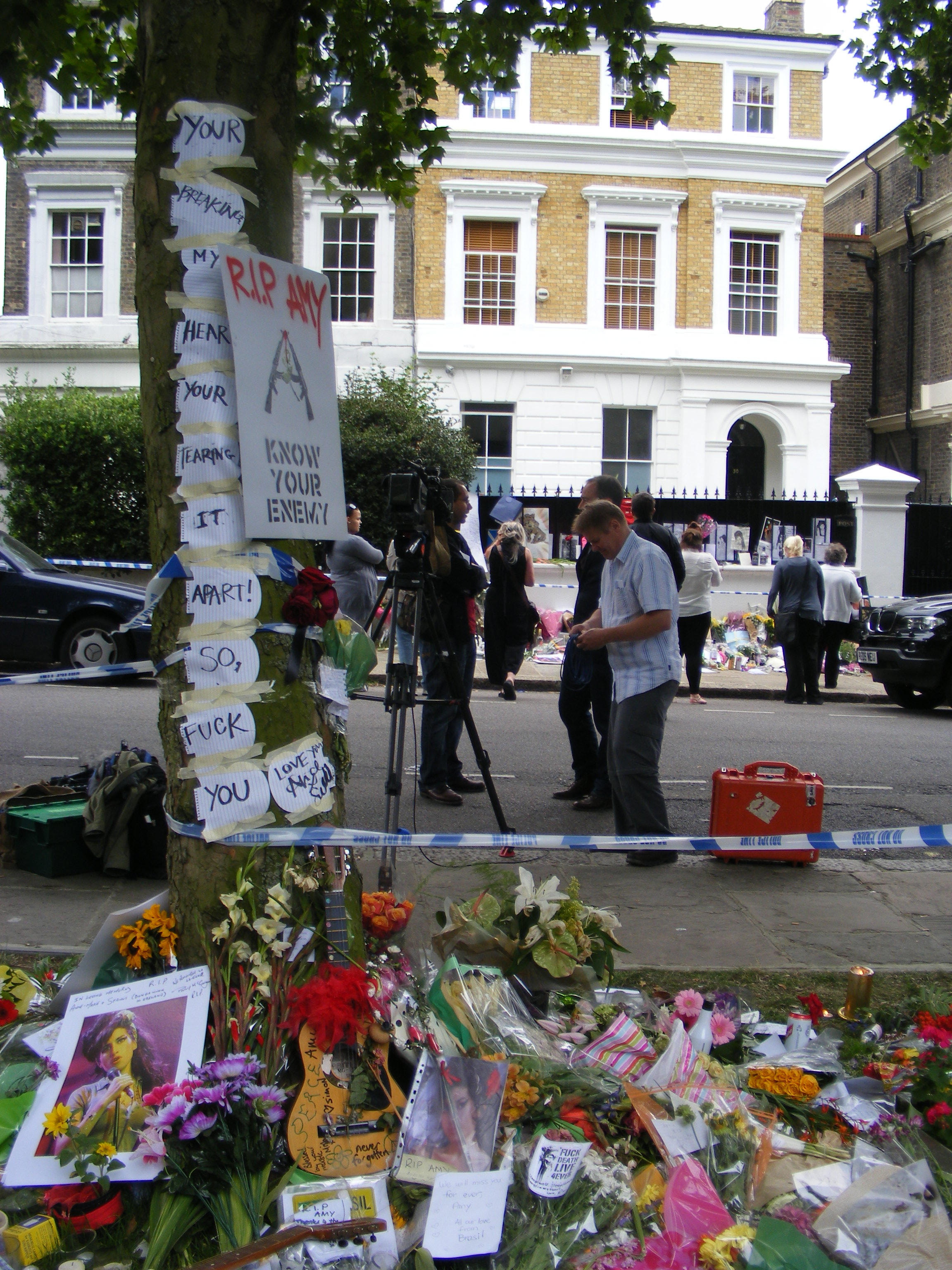
Témoignages des admirateurs devant sa maison.

Le 23 juillet 2011 à 15 h 54, la chanteuse est retrouvée morte dans son appartement dans le quartier Camden Town à Londres. L'autopsie pratiquée pour connaître les causes de sa mort révèle une surdose d'alcool (alcoolémie de 4,16 grammes par litre de sang). La chanteuse, qui luttait contre sa toxicodépendance et ses troubles alimentaires, sortait alors d'une période de sevrage d'alcool de trois semaines. La reprise d'une consommation importante lui a donc été fatale.
Ses obsèques de rite juif ont lieu trois jours plus tard, le 26 juillet 2011, dans la plus stricte intimité, au cimetière Edgwarebury Lane au nord de Londres.
De nombreux artistes lui rendent un dernier hommage, à l'image de U2, MIA, Lady Gaga, Marianne Faithfull, Bruno Mars, Nicki Minaj, Keisha Buchanan, Rihanna, Kelly Clarkson, Courtney Love, George Michael ou de la chanteuse Adele, qui dira qu'Amy a ouvert la voie aux artistes comme elle et a de nouveau attiré le public vers la musique anglaise. Selon Valéry Zeitoun, patron de son label français AZ, « dans deux siècles, on parlera encore d’[elle]. »
Amy Winehouse n'ayant pas laissé de testament, ses parents ont hérité de sa succession. Dans une interview fin juin 2013, Alex Winehouse a révélé sa conviction que les troubles de l'alimentation de sa sœur, ainsi que la faiblesse physique qui en résultait, étaient la principale cause de sa mort.

## Postérité
Du fait de sa mort à 27 ans, plusieurs médias estiment qu'elle rejoint le club des 27 (groupe d'artistes influents du rock et du blues morts à l'âge de 27 ans),.
Le 20 septembre 2011, le crooner Tony Bennett sort Duets II, un album de duos, dont le titre Body And Soul interprété avec Amy Winehouse.
Le groupe de punk rock Green Day a écrit une chanson lui rendant hommage intitulée Amy. Dans son album de 2012, Banga, la chanteuse Patti Smith interprète This Is the Girl, écrit en son honneur. Mark Ronson lui a dédié son album numéro un britannique Uptown Special, déclarant « Je pense toujours à vous et je suis inspiré par vous. »
L'album posthume d'Amy Winehouse, Lioness : Hidden Treasures est publié le 5 décembre 2011. Le disque se classe d'emblée numéro un des charts en Angleterre.
Son père, Mitch Winehouse, publie en 2012 Amy, my daughter (« Amy, ma fille »), livre biographique en sa mémoire.
En juillet 2015, le documentaire biographique Amy, réalisé par Asif Kapadia, sort au cinéma.
En 2021, plus de huit cents objets ayant appartenu à la chanteuse, dont des robes, des instruments de musique et sacs, seront vendus aux enchères dans l'État de Californie en novembre pour un montant estimé entre un et deux millions de dollars ; les fonds sont utilisés pour la fondation des parents d'Amy Winehouse, qui aide les jeunes adultes souffrant d'addictions aux drogues et à l'alcool,.

## Tournées

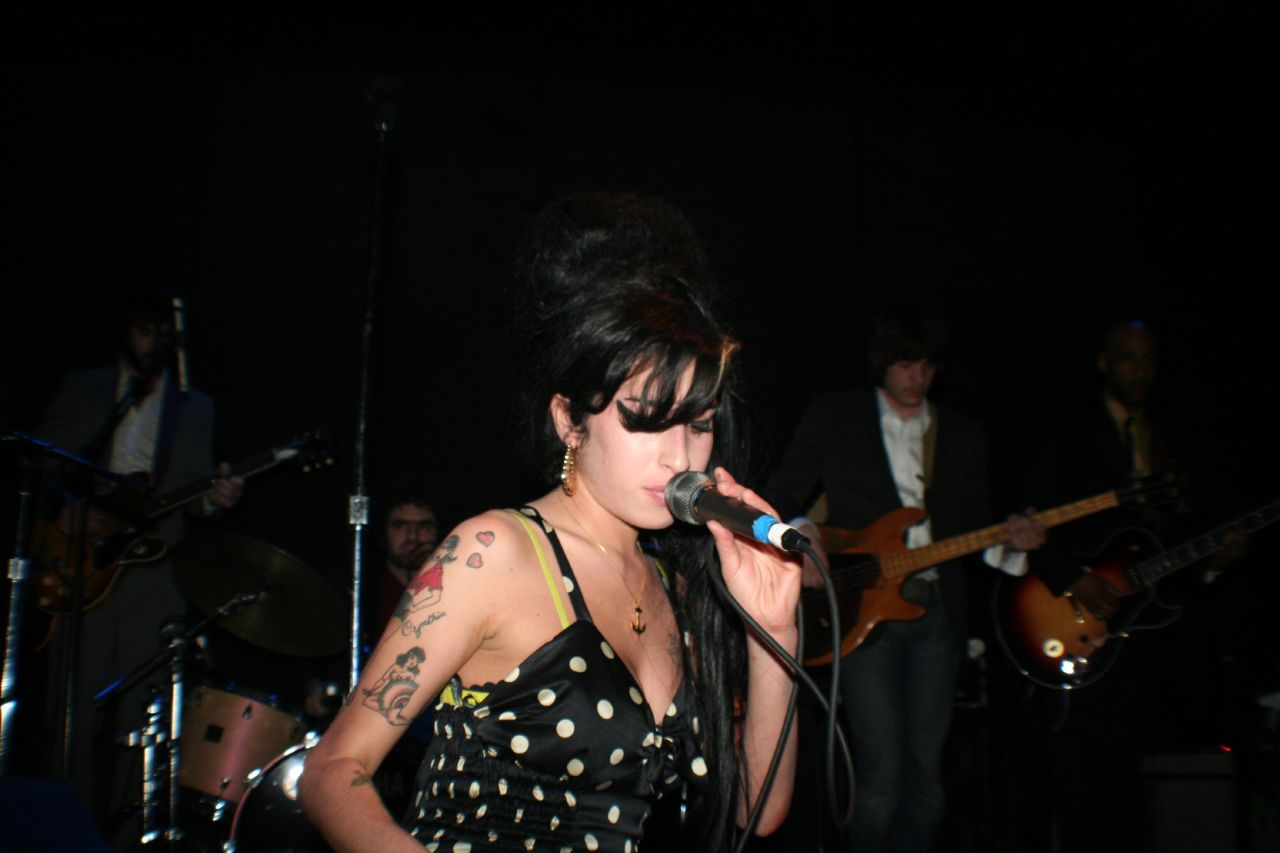
Amy Winehouse au Bowery Ballroom en 2007.

Amy Winehouse effectue une tournée de concerts en septembre et novembre 2006, dont l'un de charité au bénéfice de l’Union Chapel à Islington. Le 31 décembre 2006, elle apparaît dans Hootenanny, un show télévisé anglais de fin d'année présenté par Jools Holland, en reprenant, avec Paul Weller et le « Rhythm and Blues Orchestra » de Jools Holland, la chanson de Marvin Gaye I Heard it Through the Grapevine. Elle reprend également la chanson Monkey Man des Toots and the Maytals.
En février 2007, elle commence une autre série de quatorze concerts. Au cours de l'été 2007, Amy Winehouse participe à différents festivals, notamment au Royaume-Uni, au Glastonbury Festival, au Chicago's Lollapalooza festival, au Rock Werchter et au Baltimore's Virgin Festival. Toutefois, elle annule son apparition à Provinssirock à Seinäjoki en Finlande le 17 juin 2007, en invoquant un mal de gorge. Au milieu de la controverse entourant son état de santé, l'usage de drogues et son mari, en octobre 2007, elle annule les dates de sa tournée pour le reste de l'année.
Le 30 mai 2008, Amy Winehouse donne une représentation à la Rock in Rio Lisboa au festival Lisboa au Portugal. En plus de ses propres chansons, elle interprète ce soir-là deux reprises.
Elle participe au concert donné à l'occasion du 90e anniversaire de Nelson Mandela à Hyde Park à Londres le 27 juin 2008, et le lendemain au festival de Glastonbury. Le 4 juillet, elle se produit au Rock in Rio festival de Madrid où sa prestation est décrite comme une « forte prestation vocale », mais où elle semble éprouver des difficultés à conserver son équilibre. Le 12 juillet, à l’Oxegen Festival, elle donne un show en chœur de 50 minutes, qui a été suivi le lendemain par un deuxième concert lors du T in the Park. D'autres représentations prévues comprenant Rock en Seine (qu'elle annulera à la dernière minute), V Festival, et Bestival,. Elle donne également une représentation en duo avec Pete Doherty au Albert Hall au cours de l'été 2008.
Le père d'Amy Winehouse annonce le 12 juillet qu'elle se produira lors des cinq spectacles pour lesquels elle s'est engagée. Après le dernier concert, prévu le 5 septembre 2008, et pour une période non définie, elle ne fera plus de représentations publiques pour des raisons de santé. Le 29 août 2008, elle annule au dernier moment, et pour la deuxième année consécutive, son concert au festival Rock en Seine. Les organisateurs comptent poursuivre la chanteuse qui avait demandé un cachet de près de 300 000 €.
Le 8 mai 2009, Amy Winehouse participe au festival de Jazz à Sainte Lucie. La chanteuse est apparue, après un an d'absence sur scène, ivre, oubliant les paroles de ses chansons et avec une attitude négligente pour le public présent.
Un autre concert était prévu le 31 mai 2009 dans le cadre du cinquième anniversaire de la maison de disques Island Records mais celui-ci a été annulé pour des raisons inconnues.
Elle annule deux nouveaux concerts le 20 et le 22 juin 2011, respectivement à Istanbul et Athènes, après être montée saoule sur scène et étant incapable de chanter le 18 juin 2011 à Belgrade. Elle déclarait n'être pas « au mieux de [ses] capacités ».
Le jour de sa mort, elle devait se produire au Paléo Festival Nyon, mais elle avait annulé son concert au mois de juin en raison de ses problèmes de santé.

## Discographie

### Albums studio
- 2003 : Frank
- 2006 : Back to Black

### Albums posthumes
- 2011 : Lioness : Hidden Treasures
- 2012 : Amy Winehouse : At the BBC
- 2016 : Amy Winehouse : Unreleased Rarities

### Bande originale
- 2015 : Amy

### Singles
- 2003 : Stronger Than Me
- 2004 : Take the Box
- 2004 : In My Bed / You Sent Me Flying
- 2004 : Fuck Me Pumps / Help Yourself
- 2006 : Rehab
- 2007 : You Know I'm No Good
- 2007 : Back to Black
- 2007 : Tears Dry on Their Own
- 2007 : Valerie (feat. Mark Ronson) (Reprise des Zutons)
- 2007 : Love Is a Losing Game
- 2007 : B Boy Baby (Mutya Buena et Amy Winehouse)
- 2008 : Just Friends
- 2011 : Body and Soul (en duo avec le chanteur de jazz Tony Bennett)
- 2011 : Our Day Will Come
- 2012 : Cherry Wine (Nas feat. Amy Winehouse)

### DVD Live
- 2007 : I Told You I was Trouble - Live in London's
- 2007 : Love is a losing game live 2008

### Récompense
- Parmi les récompenses et la reconnaissance de son premier album Frank, Winehouse a reçu un prix Ivor Novello de la British Academy of Songwriters pour la meilleure chanson contemporaine (Stronger Than Me) , une nomination au Brit Award pour la meilleure artiste solo britannique, et une inclusion dans le livre de Robert Dimery, 1 001 albums à entendre avant de mourir.
- Son second album studio, Back to Black, a produit de nombreuses nominations, dont deux Brit Awards (meilleur album britannique et a remporté le prix de sa meilleure artiste solo féminine britannique), six Grammy Awards (dont cinq lauréats), quatre Ivor Novello Awards, quatre Les MTV Europe Music Awards, trois MTV Video Music Awards, trois World Music Awards, ont été nommés pour le Mercury Prize (Album de l’année) et un MOBO Awards (Meilleure femme britannique). Au cours de sa carrière, Amy Winehouse a reçu vingt-trois prix sur soixante nominations.
- 2007 : MOJO Awards « Song of the Year » - La chanson Rehab d'Amy Winehouse

## Participations
- Reprise de Cupid de Sam Cooke (chanson de 1969) sur la compilation Radio 1 Established 1967 (2007)
- Reprise de It's My Party de Lesley Gore (chanson de 1965) sur l'album de Quincy Jones Q:Soul Bossa Nostra (2010)
- Présente en featuring sur Cherry wine de Nas, sur l'album Life is good (2012)
- Reprise de Monkey Man de Toots and the Maytals sur l'album Back to Black (deluxe edition)
- You Know I'm No Good est présente parmi les morceaux jouables dans le jeu vidéo Rayman Prod' présente : The Lapins Crétins Show (2008). Elle est interprétée par les Lapins Crétins eux-mêmes (au chant, basse, batterie et pouet-pouet).

## Dans la culture

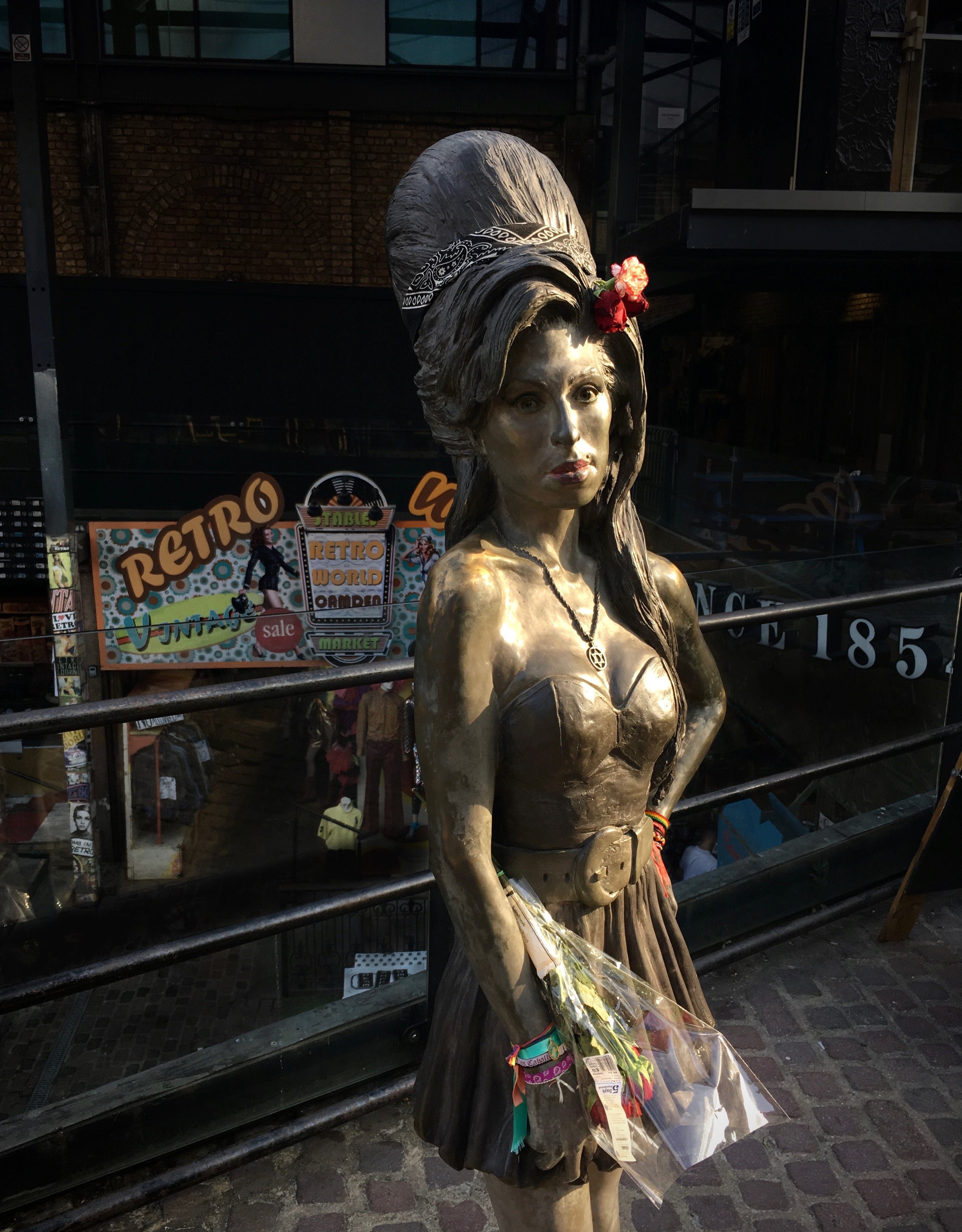
Statue d'Amy Winehouse.

### Sculpture
La statue d'Amy Winehouse par Scott Eaton, inaugurée à Camden Town (Londres) en septembre 2014. La chanteuse y est montrée en robe et talons, une main sur la hanche et avec sa coiffure signature.

### Cinéma
- Le personnage d'Elsa dans La Reine des neiges (2013) est inspiré d'Amy Winehouse. Dans les premières ébauches, l'intrigue faisait écho à la relation tumultueuse de la chanteuse avec son ex-mari Blake Fielder-Civil. Si cet aspect est abandonné par la suite, les réalisateurs Jennifer Lee et Chris Buck ont conservé la sensibilité de la chanteuse et son côté tragique pour créer le personnage d'Elsa[140].
- Admiratrice de Winehouse depuis longtemps, la réalisatrice et actrice française Maïwenn lui rend hommage dans son film ADN (2020) où elle apparait au début habillée, maquillée et coiffée comme la chanteuse. L'artiste française avait d'ailleurs déjà pu jouer son rôle lors de séance photo en 2011 peu de temps après la mort de la chanteuse[141].
- En 2024, le film biographique Back to Black, retrace la vie et les débuts de la chanteuse.